# Hexoplon leucostictum
Hexoplon leucostictum là một loài bọ cánh cứng trong họ Cerambycidae.